# Taormina
Taormina é uma comuna italiana da região da Sicília, província de Messina, com cerca de 9.902 habitantes. Estende-se por uma área de 13 km², tendo uma densidade populacional de 762 hab/km². Faz fronteira com Calatabiano (CT), Castelmola, Castiglione di Sicilia (CT), Gaggi, Giardini-Naxos, Letojanni. Situa-se sobre o monte Tauro.

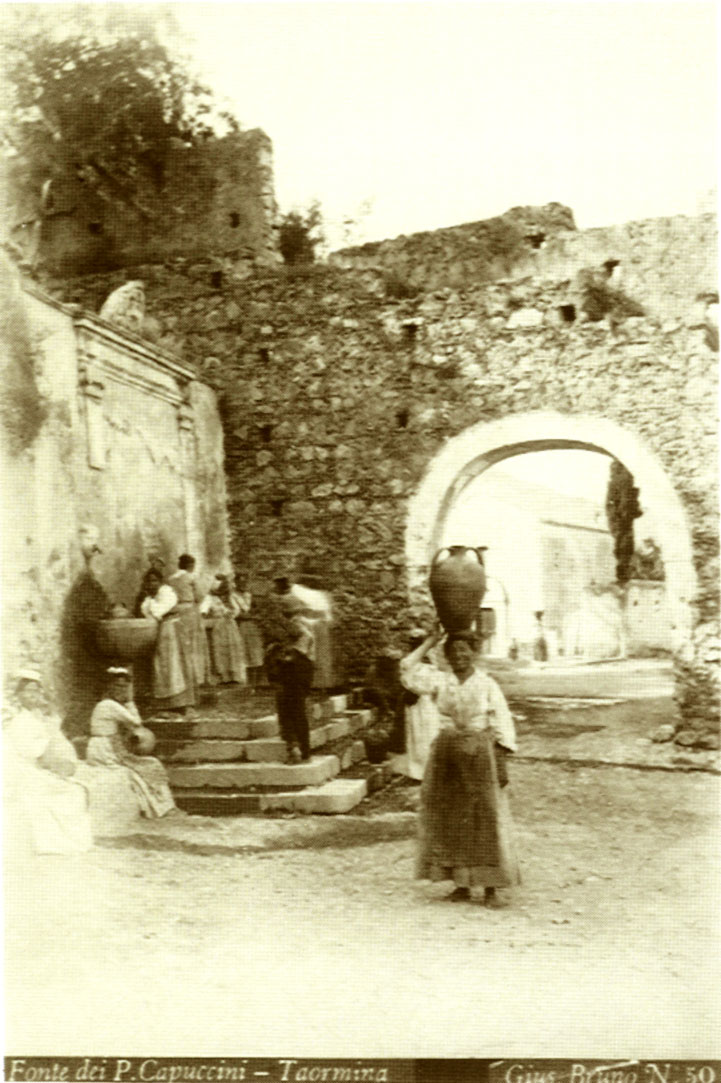
Taormina - Porta dos Capuchinhos, foto de 1890

## História
A cidade foi fundada por Andrômaco, conhecido por sua riqueza e nobreza de espírito, que reuniu os refugiados de Naxos, que havia sido arrasada pelo tirano Dionísio, em uma colina próxima de Naxos chamada Tauro; após algum tempo, a cidade passou a se chamar Tauromênio (Tauromenium). Andrômaco foi o pai do historiador Timeu.
Augusto expulsou os habitantes da cidade, substituindo-os por colonos romanos.

## Demografia
| Variação demográfica do município entre 1861 e 2011                               |
|                                                                                   |
| Fonte: Istituto Nazionale di Statistica (ISTAT) - Elaboração gráfica da Wikipedia |

## Pessoas notáveis
- Francesco Buzzurro (7 de outubro de 1969): músico, compositor, e violonista

## Galeria de imagens

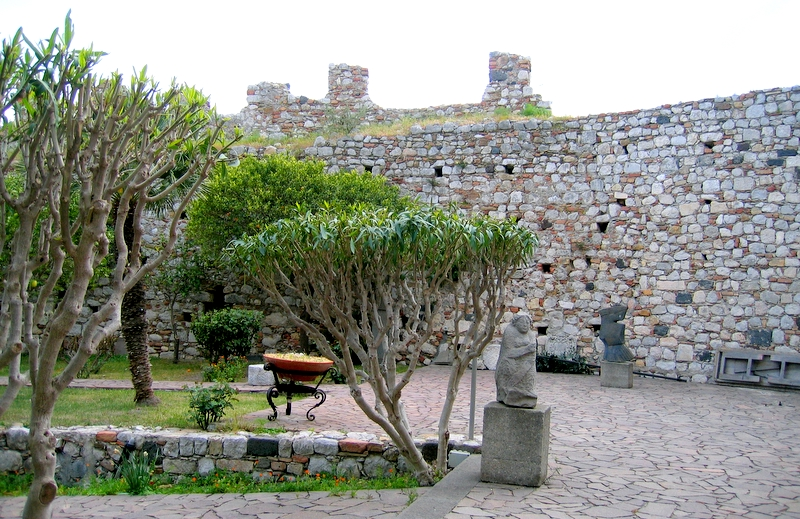
Palácio ducal
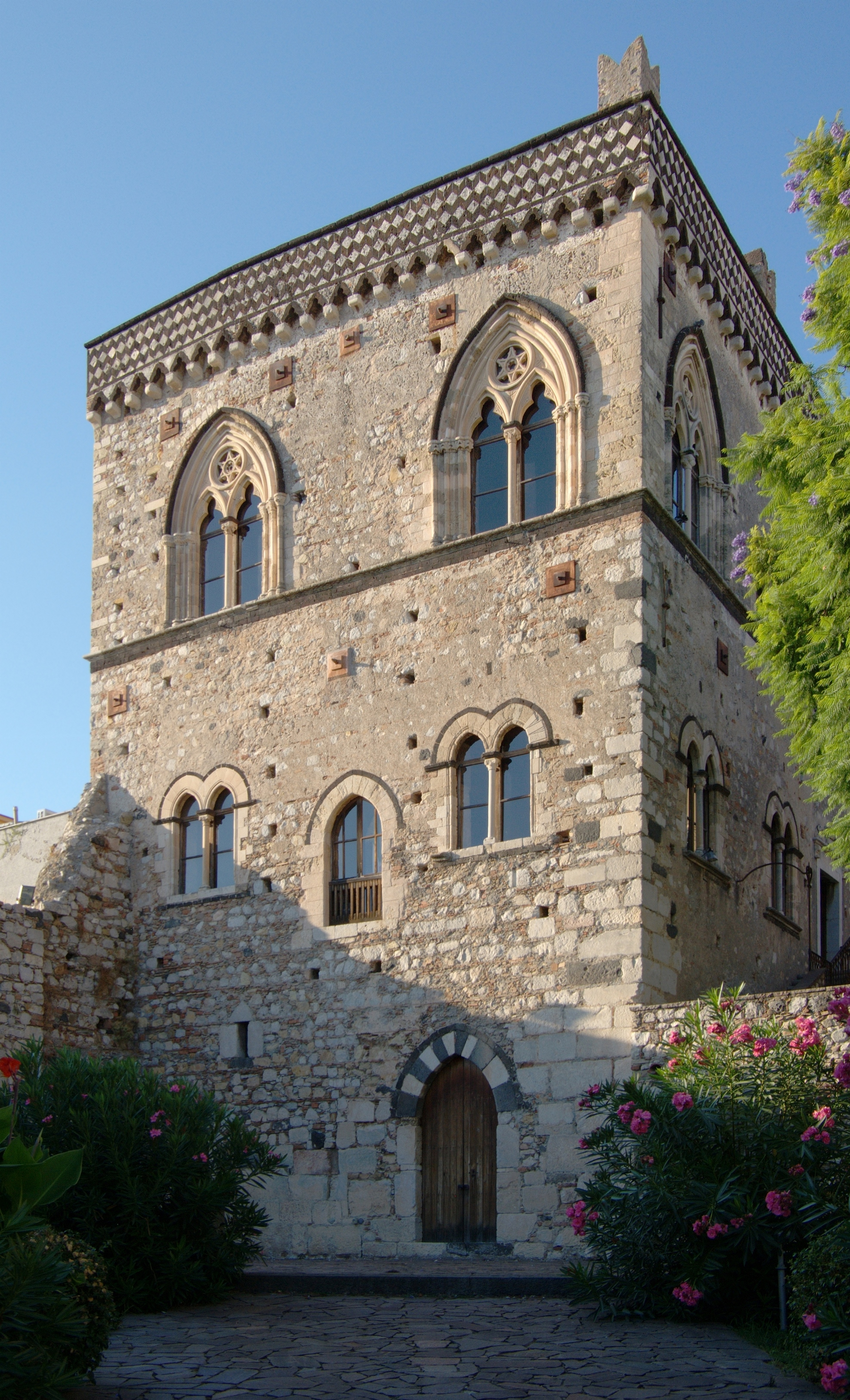
Palácio ducal
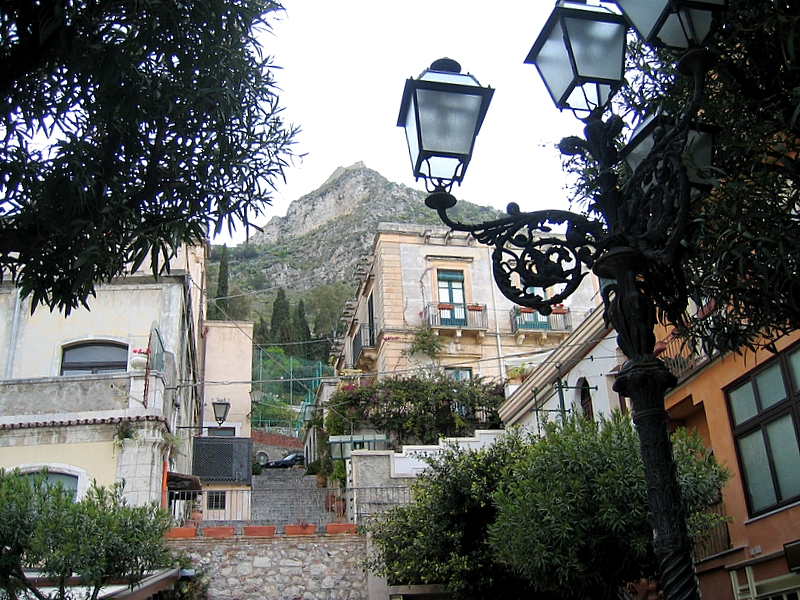
Ao alto, o Castelo Sarraceno
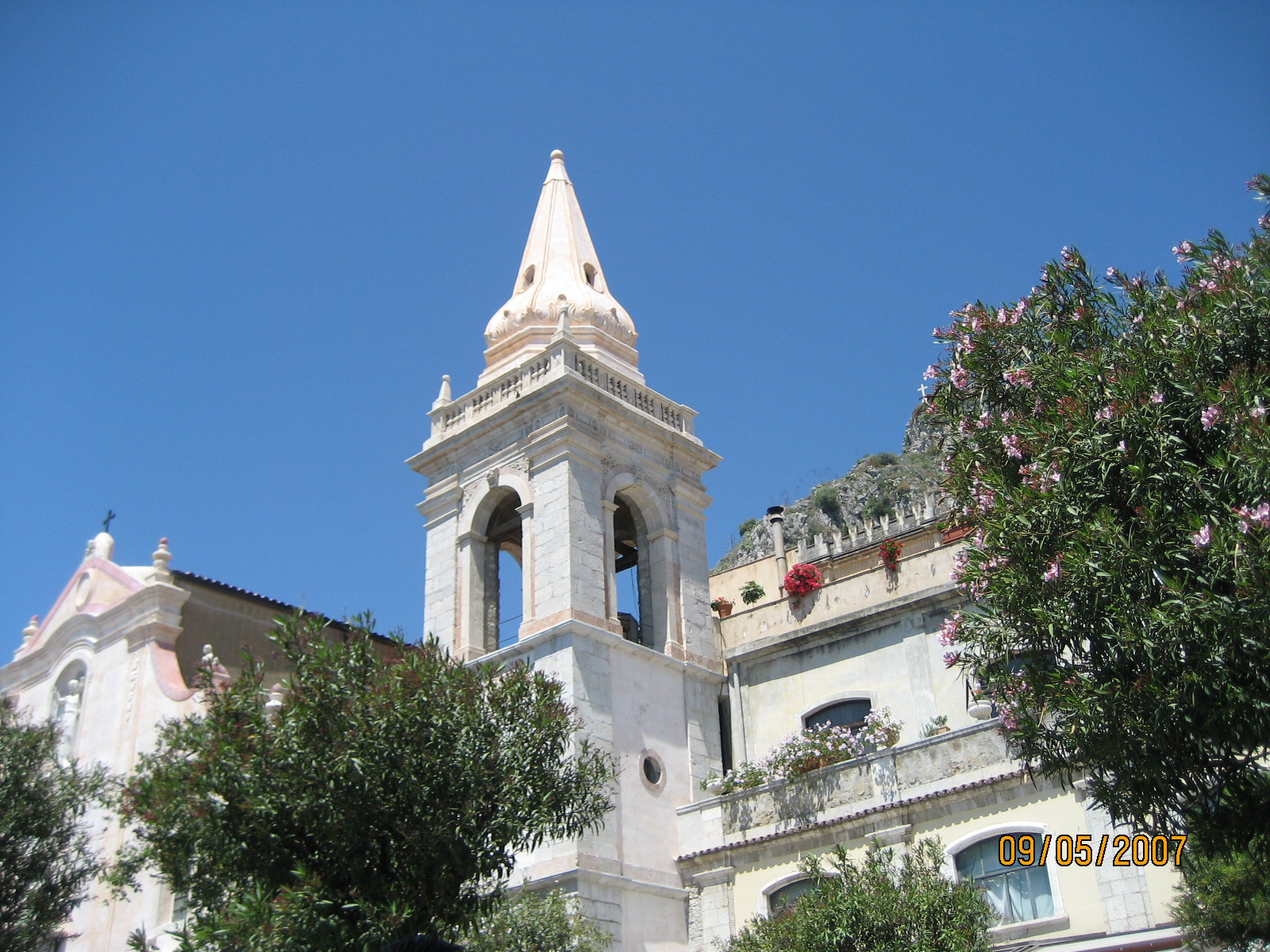
Torre da Igreja
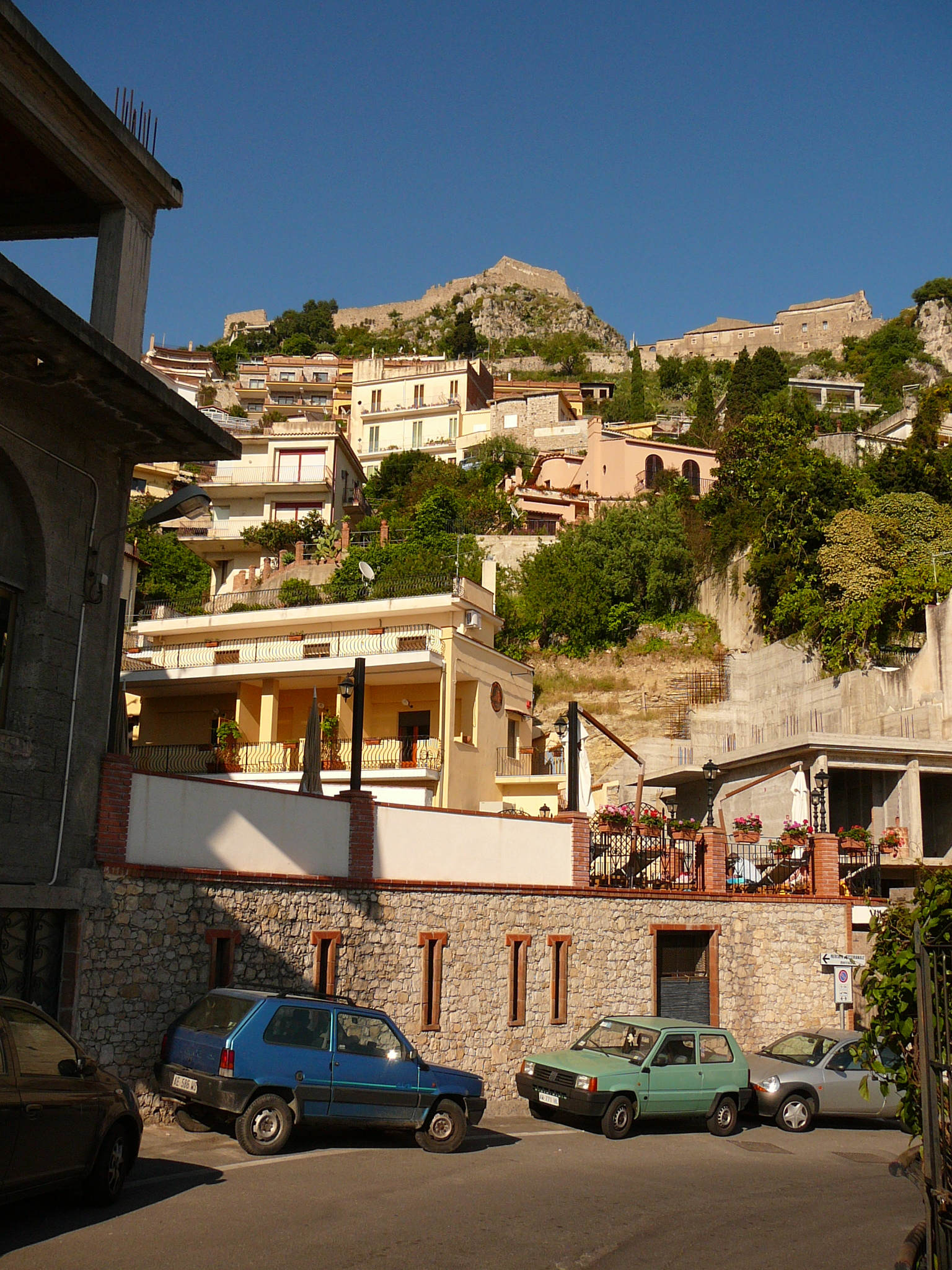
Ao alto, o Castelo Sarraceno
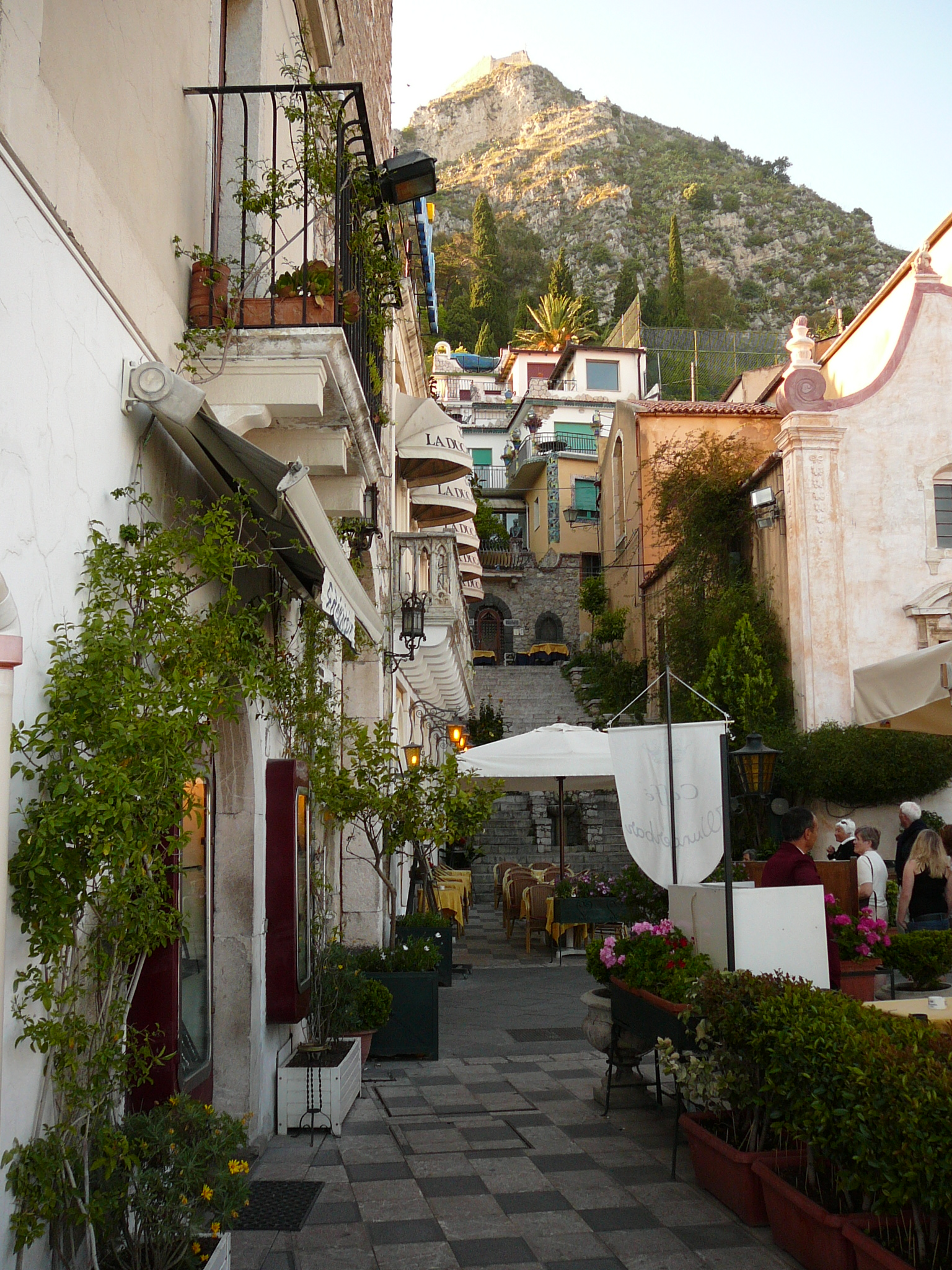
Ao alto, o Castelo Sarraceno
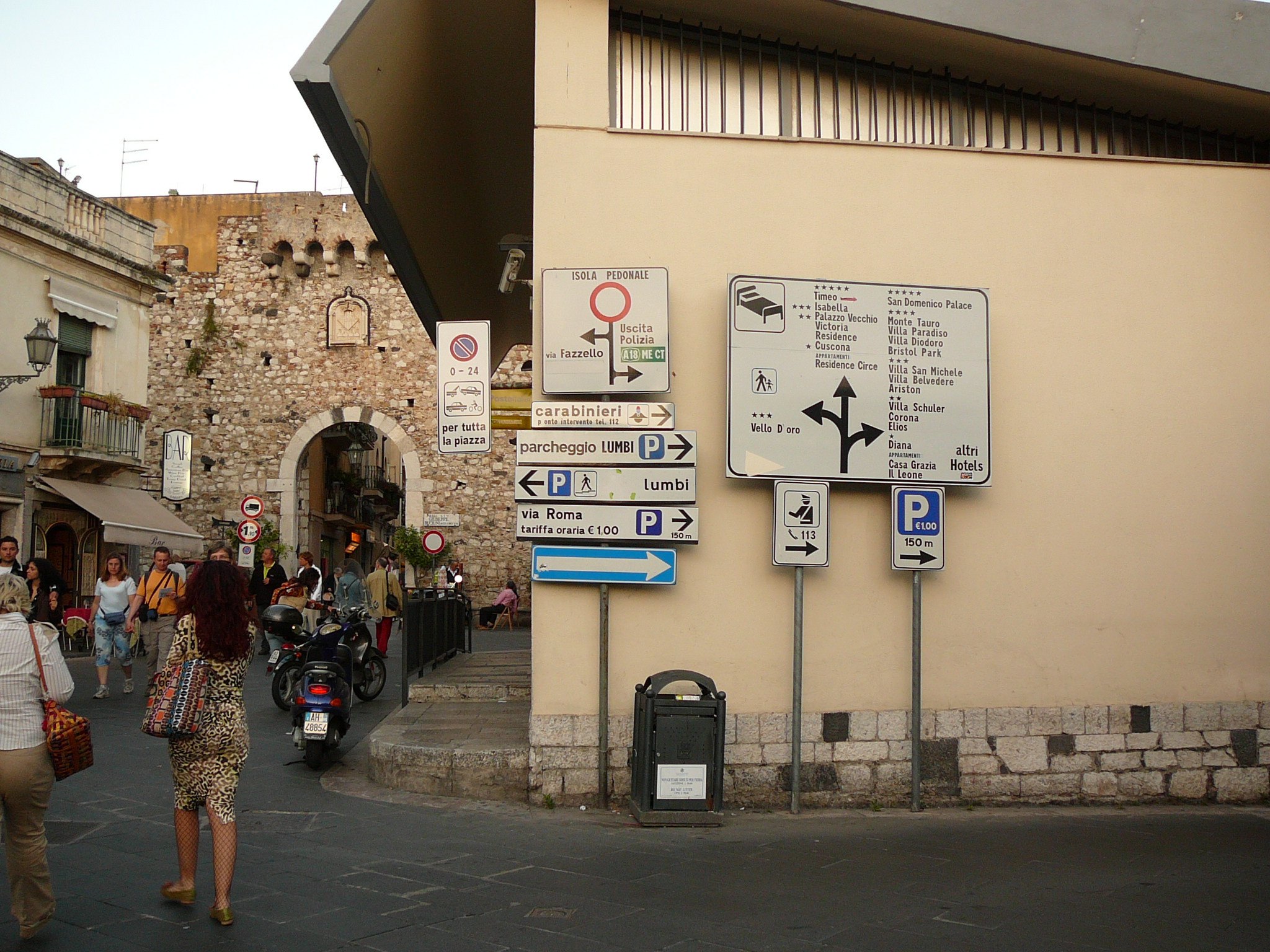
Centro da cidade - Porta Catânia
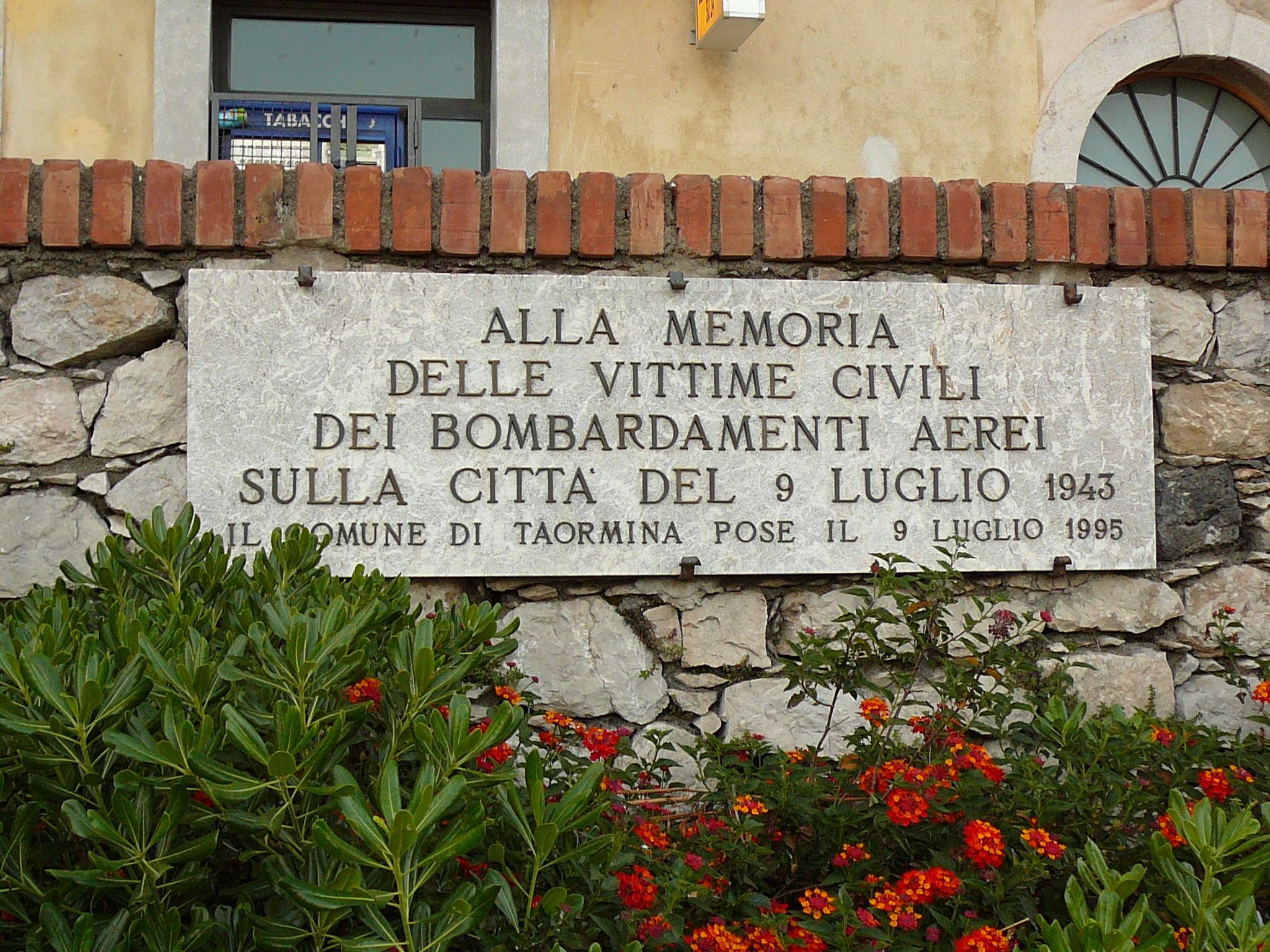
Homenagem às vítimas do bombardeio de 1943
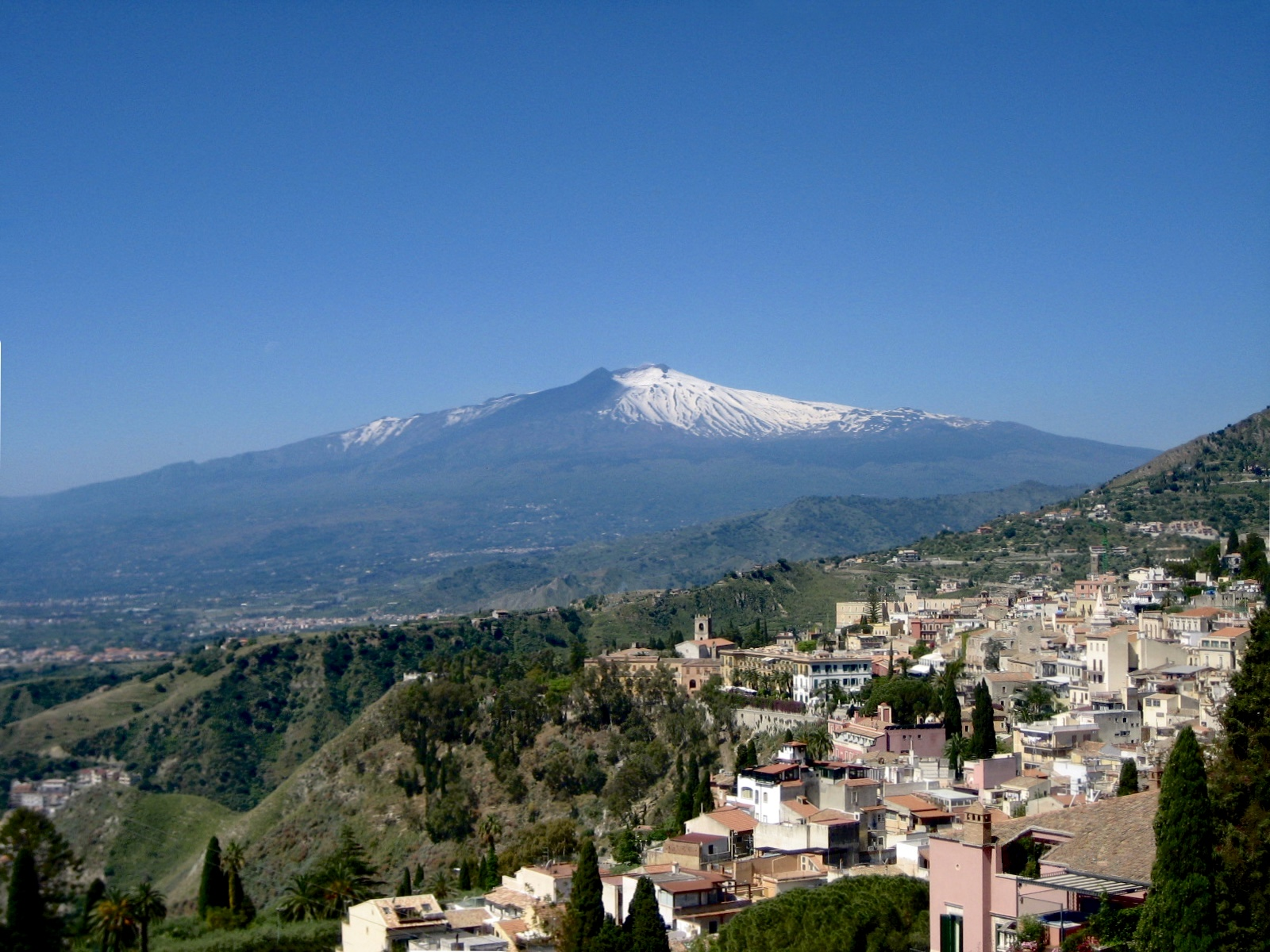
Etna - visto de Taormina
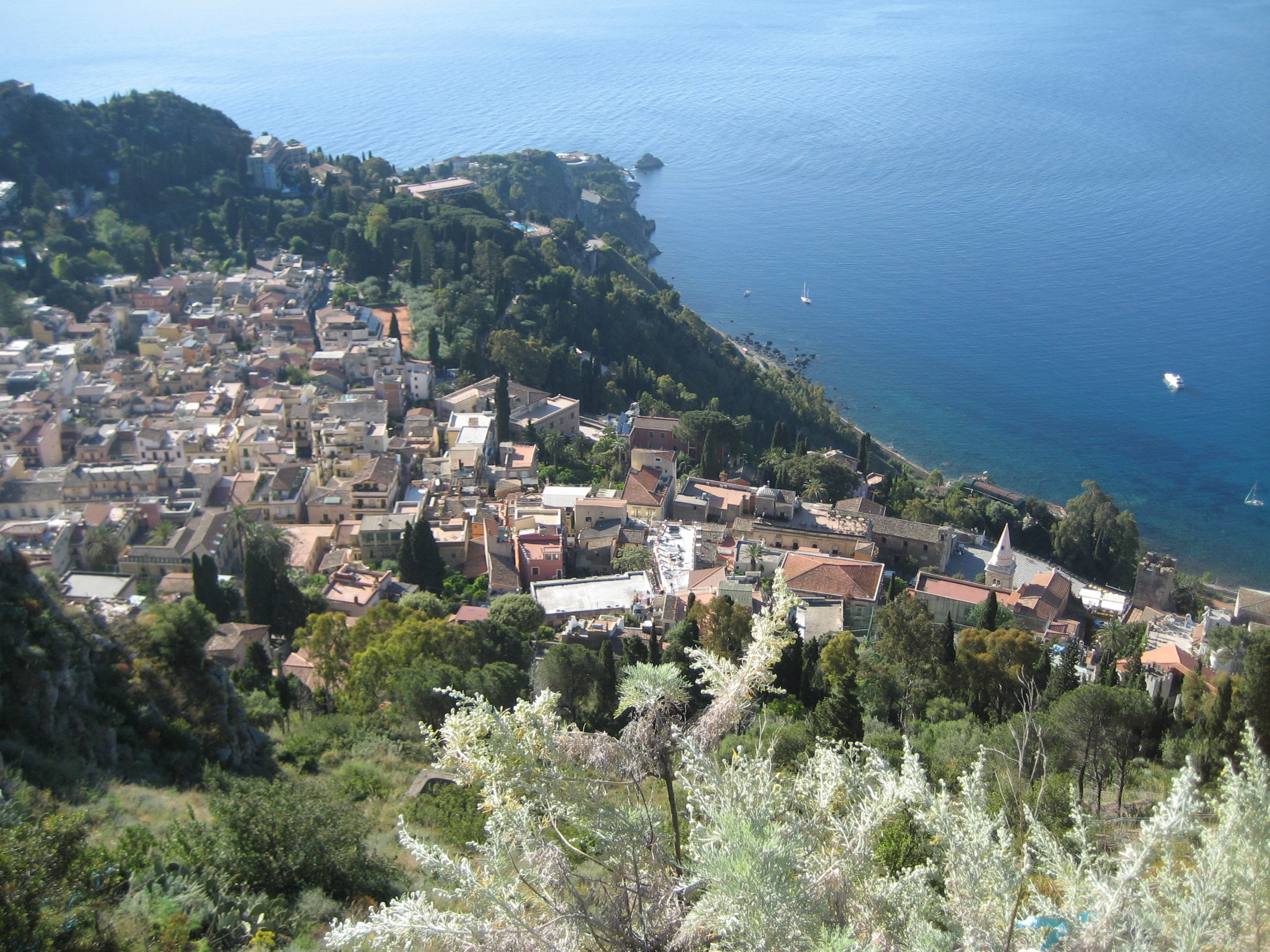
Vista do mar Jônico
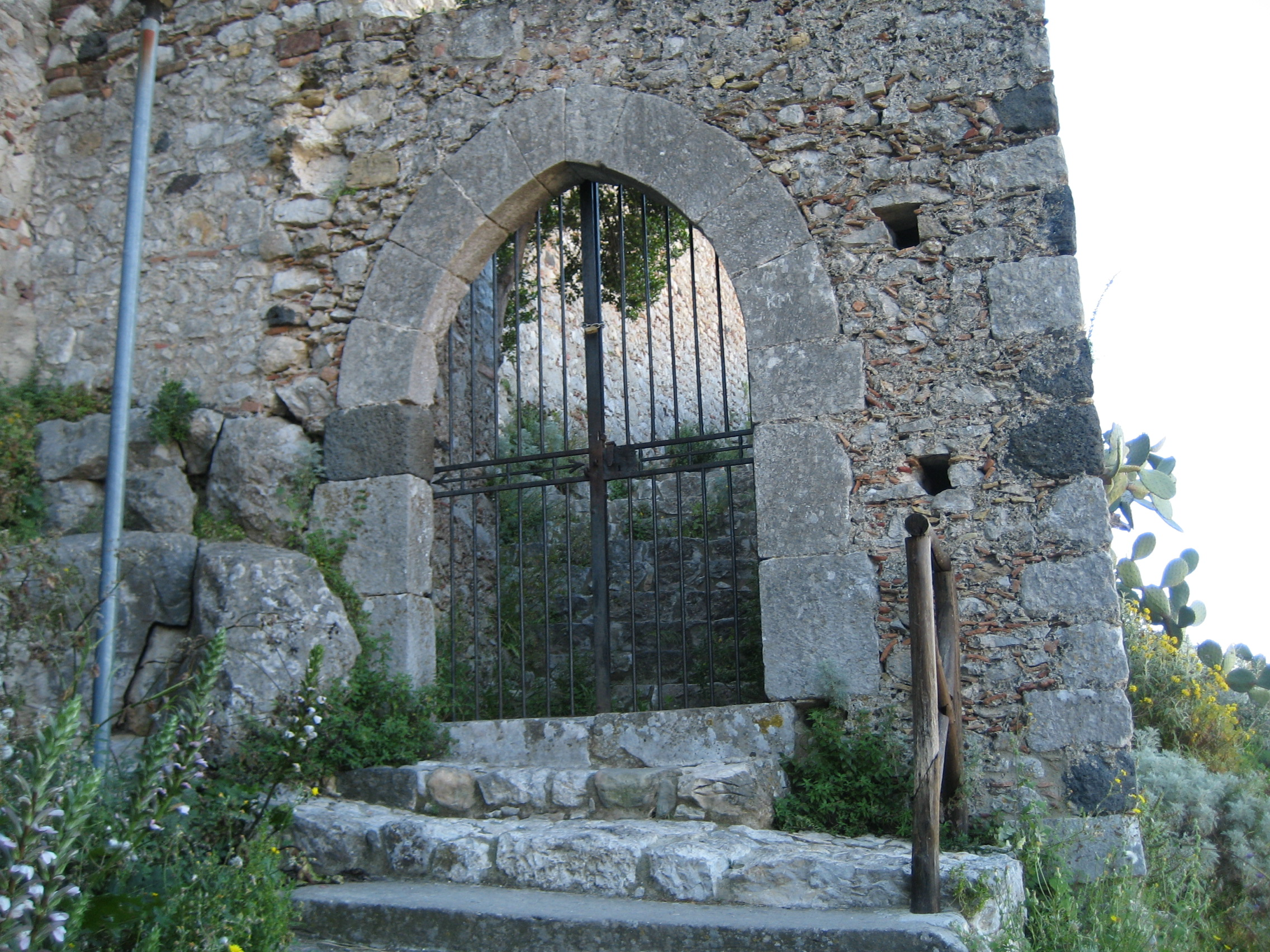
Castelo Sarraceno